# Lizin
Lizin est un hameau de la commune d'Ouffet dans la province de Liège en Région wallonne (Belgique). 
Avant la fusion des communes, Lizin faisait déjà partie de la commune d'Ouffet.

## Situation
Ce hameau condrusien se situe au nord du village d'Ouffet dans un environnement de pâtures et de petits espaces boisés. Il est traversé par le petit ruisseau de Lizin qui se dirige vers le hameau de Crossée avant d'entamer un parcours souterrain de 8 km à la vitesse moyenne de 123 m/heure jusqu'à la Résurgence du Moulin à Comblain -au pont. Ce parcours a été démontré en 1895 par l'ingénieur liégeois E. Beaulieu qui colora les eaux du ruisseau à la fluorescéine et plus récemment, en 1993, par les travaux de Philippe Meus.
Voir aussi Wikihuy Ouffet Lizin en savoir plus

## Description
Lizin est un hameau très ancien. Il compte plusieurs constructions remarquables.
Sur la rive droite du ruisseau de Lizin, se trouve le donjon de Lizin, une maison forte médiévale de style roman bâtie probablement au XIIIe siècle en moellons de grès et pierre de taille. Restauré et aménagé, il sert aujourd'hui de maison d'habitation. Il est repris sur la liste du patrimoine immobilier classé d'Ouffet.
Sur la rive gauche, deux anciennes fermes fortifiées toujours en activité sont voisines : la ferme d'Argenteau et la ferme de la Maison Forte.